# 2006 US321
2006 US321, também escrito como 2006 US321, é um objeto transnetuniano que está localizado no Cinturão de Kuiper, uma região do Sistema Solar. Este corpo celeste é classificado como um cubewano. Ele possui uma magnitude absoluta de 8,5 e tem um diâmetro estimado com 221 km.

## Descoberta
2006 US321 foi descoberto no dia 19 de outubro de 2006.

## Órbita
A órbita de 2006 US321 tem uma excentricidade de 0,105 e possui um semieixo maior de 45,023 UA. O seu periélio leva o mesmo a uma distância de 40,277 UA em relação ao Sol e seu afélio a 49,770 UA.